# Gloster Javelin
Gloster Javelin var ett brittiskt readrivet allvädersjaktflygplan som byggdes av Gloster för brittiska flygvapnet under 1950-talet. Det var världens första serieproducerade deltavingade flygplan med dubbla motorer och det var det första flygplanet i Storbritannien som var från grunden konstruerat för allvädersjakt.

## Utveckling
Under 1950-talet utvecklades flygtekniken, framför allt på motorsidan, i en rasande takt. Bombflygplan som Tupolev Tu-95 hade förmåga att nå mål i hela Storbritannien och var för snabba för att effektivt kunna bekämpas av redan existerande jaktflygplan som Gloster Meteor och de Havilland Vampire. Därför utfärdade Luftministeriet två specifikationer på jaktflygplan. Dels ett ensitsigt, enmotorigt dagjaktflygplan som kom att resultera i Hawker Hunter och Supermarine Swift, dels ett tvåsitsigt, tvåmotorigt jaktflygplan med radar som skulle kunna verka även i mörker och dåligt väder. Två flygplanstillverkare presenterade var sin konstruktion som svar på den; de Havilland Vixen och Gloster Javelin. Båda typerna drabbades av problem som ledde till haverier med prototyperna. I de Havillands fall blev det spektakulära haveriet på Farnborough 6 september 1952 där 29 människor omkom en bidragande orsak till att flygvapnet i stället valde Javelin. Vixen kom i stället att fylla samma roll i Royal Navy. Även Glosters prototyp havererade 11 juni 1953, men i det fallet omkom bara piloten. Medan Vixen försenades flera år på grund av behovet av en ny vingkonstruktion kunde Gloster relativt snabbt komma till rätta med problemen med självsvägningar. Det första serieproducerade flygplanet flög 22 juli 1954 och den togs i tjänst i början av 1956.
De första modellerna av Javelin omgärdades av restriktioner. Framför allt flygning med hög anfallsvinkel var mycket farligt. Dels för att den stora deltavingen gjorde enormt luftmotstånd vid hög anfallsvinkel, men framför allt att för att vingarna skärmade av luftströmmen över stjärtfenan med stabilisatorerna vilket gjorde planet manöverodugligt. Det var först med modellen FAW.4 som man började komma tillrätta med problemen. Ett annat problem var att man fortfarande inte uppfyllde Luftministeriets krav på räckvidd och robotbeväpning. Räckvidden åtgärdades med en ny vingkonstruktion med kapacitet för 1 000 kg mer bränsle med FAW.5 och jaktroboten Firestreak introducerades med FAW.7. Modellen FAW.8 med efterbrännkammare kom så kort efter att många FAW.7 aldrig kom ut på förband utan levererades direkt till malpåse i Cotswold där de fick invänta ombyggnad till FAW.9. Efterbrännkammaren fick bara användas på högre höjd än 6 000 meter. På lägre höjd var bränslepumpens förmåga inte tillräcklig för att förse både motorn och efterbrännkammaren med bränsle vilket gjorde att motorn faktiskt producerade mindre dragkraft med efterbrännkammare.

## Användning
Den första divisionen som fick Javelins var No.46 Squadron i Odinham 1956. Ytterligare fem divisioner fick lite olika versioner av Javelins under 1957, bland annat en division i Brüggen i Tyskland. Javelin innebar en betydande förbättring av Storbritanniens nattjaktförmåga och var kapabel att genskjuta även snabba bombflygplan som English Electric Canberra hundratals kilometer från sin bas. Javelin började ersättas av English Electric Lightning under första hälften av 1960-talet. Under Indonesien–Malaysia-konflikten patrullerade Javelins baserade i Singapore luftrummet över Malaysia från september 1963 till augusti 1966. Därefter flyttades divisionen till Hongkong för att förstärka luftförsvaret där under Kulturrevolutionen i Kina. Javelins baserades också i Zambia 1966 för att skydda landet från angrep av Rhodesia efter Rhodesias ensidiga självständighetsförklaring. Flygplanstypen togs ur tjänst 1968. Endast ett exemplar fortsatte att användas som testflygplan vid Boscombe Down fram till januari 1975.

## Varianter
- FAW.1 – Första produktionsmodellen med Sapphire Sa.6-motorer och brittisk AI.17-radar. 40 byggda plus 7 prototyper uppgraderade till produktionsstandard.
- FAW.2 – Som FAW.1 men med den amerikanska radarn Westinghouse AN/APQ-43. 30 byggda.
- T.3 – Skolversion med dubbelkommando, utan radar men med bibehållen beväpning. 23 byggda.
- FAW.4 – Som FAW.1 men utrustade med virvelgeneratorer på vingarna för att förhindra överstegring.
- FAW.5 – Som FAW.4 men med förändrad vingkonstruktion med fler bränsletankar. 64 byggda.
- FAW.6 – Som FAW.5 men med radarn AN/APQ-43. 33 byggda.
- FAW.7 – Förbättrad modell med Sapphire Sa.7-motorer och jaktroboten Firestreak. 142 byggda.
- FAW.8 – Som FAW.7 men med efterbrännkammare.
- FAW.9 – 118 stycken FAW.7 ombyggda med samma motorer som FAW.8.
- FAW.9(F/R) – 44 stycken FAW.9 ombyggda för lufttankning.